# ارسلانوو (شهرستان کیگینسکی، باشقیرستان)
ارسلانوو (انگلیسی: Arslanovo, Kiginsky District, Republic of Bashkortostan) یک شهرک در شهرستان کیگینسکی استان باشقیرستان کشور روسیه است.